# 李復興 (臺灣)
李復興（1946年5月14日—）是中華民國政治人物，從政前在日本企業日立電視工業公司工作，曾連任四屆高雄市議員及兩屆中國國民黨籍立法委員。曾任台灣肥料公司董事長，任期四年，每年度稅後皆為淨利。

## 生平
李復興出生於1946年。小時家境清貧，初中時被迫輟學做學徒、當店員。曾經歷唐榮鐵工廠汽車學徒、機車行修機車、木工、車床工、塑膠行店員等工作。其後考上台東商職，繼續讀書。畢業後於1963年至台中商專進修，為第一屆。
1969年預官第17期退役後，李復興考進日立電視工業公司（高雄加工區），之後被選派遠赴日立製作所東京本社國際部任職，1971年後調回高雄加工區。又因通過留學考試，再度赴日本留學；第一年在早稻田大學語言研究所學習日文，第二年隨即考上東京外國語大學，取得文學士學位。之後再考上東京學藝大學並取得教育碩士學位。
李復興後來出任四屆高雄市議員，二屆立法委員，積極投入政界，任內曾爭取市港合一、紅毛港遷村案、力爭南部國際機場遷建、督促高雄市多功能經貿園區開發案、爭取興建小港醫院解決當地醫療不足、拓寬沿海路增設汽機車分隔島解決頻繁交通事故、爭取社教館青少年文化體育活動中心設於小港、爭取中小學教科書與營養午餐免費、爭取餐旅學校到小港設校帶動高松地區發展、建議遷移高污染的中石化高雄廠、加強勞工就業輔導等案。
李復興曾以全國游泳協會理事長身份數次邀請國際級水上芭蕾好手到高雄市表演，推動文藝也不遺餘力，轟動一時的雅樂歌劇團〈蝴蝶夫人〉與〈卡門〉歌劇演出就是由李復興擔任團長。1993年獲教宗冊封為「教廷司令爵士」。
2001年底首度參選高雄市南區立委，終以7153票之差敗給吊車尾連任成功的民進黨立委梁牧養，未能入主立院。
2004年底捲土重來，便以高雄市南區第二高票當選（泛藍第一高票），僅次於順利回鍋立委的民進黨黃昭輝不到6500票。2008年首屆單一選區兩票制推行後，兩現任立委再度對拼，分別代表國、民兩黨於高雄市第四選區（苓雅區、新興區、前金區、前鎮區籬仔內8里）參選，終以6839票之差一雪前恥；李復興未選擇自市議員時期就長期經營高雄市第五選區（小港區、前鎮區51里）爭取連任，反而轉戰高雄市中心參選，最終仍順利連任。
2011年原本有意挑戰三連霸立委，不過當時不分區立委邱毅轉戰本區，遂於5月宣布退選、支持邱毅，結束七年的國會生涯。
2012年6月1日，馬英九甫連任總統，屬意李復興接替前立法院副院長鍾榮吉出任台灣肥料公司董事長，引發外界酬庸的質疑。臺肥在其接任後投資策略轉向土地開發，雖為資產活化卻也引發炒地皮疑慮。
2016年6月3日，請辭台灣肥料公司董事長。

## 選舉紀錄
| 年度 | 選舉屆數             | 選舉區           | 所屬政黨   | 得票數 | 得票率 | 當選標記     | 備註 |
| ---- | -------------------- | ---------------- | ---------- | ------ | ------ | ------------ | ---- |
| 1989 | 第三屆高雄市議員選舉 | 高雄市第六選舉區 | 中國國民黨 | 9,487  | 6.30%  |              |      |
| 1994 | 第四屆高雄市議員選舉 | 高雄市第六選舉區 | 中國國民黨 | 10,243 | 6.11%  |              |      |
| 1998 | 第五屆高雄市議員選舉 | 高雄市第五選舉區 | 中國國民黨 | 11,227 | 6.09%  | 選舉區重劃   |      |
| 2002 | 第六屆高雄市議員選舉 | 高雄市第五選舉區 | 中國國民黨 | 13,649 | 7.59%  |              |      |
| 2004 | 第六屆立法委員選舉   | 高雄市第二選舉區 | 中國國民黨 | 42,538 | 15.61% |              |      |
| 2008 | 第七屆立法委員選舉   | 高雄市第四選舉區 | 中國國民黨 | 74,502 | 51.33% | 本屆選制更改 |      |

## 第七屆立法委員任期出席紀錄
- 2008年2月1日至3月26日院會應出席15次、委員會應出席19次、總計34次、缺席21次。
- 2008年4月1日至4月30日院會應出席4次、委員會應出席13次、總計17次、缺席4次。[2]

## 外部連結
- 立法院 李復興委員簡介 （页面存档备份，存于）